# Mycetosoritis
Mycetosoritis – rodzaj mrówek z podrodziny Myrmicinae.
Takson amerykański, rozprzestrzeniony od Luizjany, Arizony i Teksasu po Argentynę.

## Gatunki
Należy tu 5 opisanych gatunków:
- Mycetosoritis aspera (Mayr, 1887)
- Mycetosoritis clorindae (Kusnezov, 1949)
- Mycetosoritis explicata Kempf, 1968
- Mycetosoritis hartmanni (Wheeler, 1907)
- Mycetosoritis vinsoni Mackay, 1998